# Kyoto shoshidai

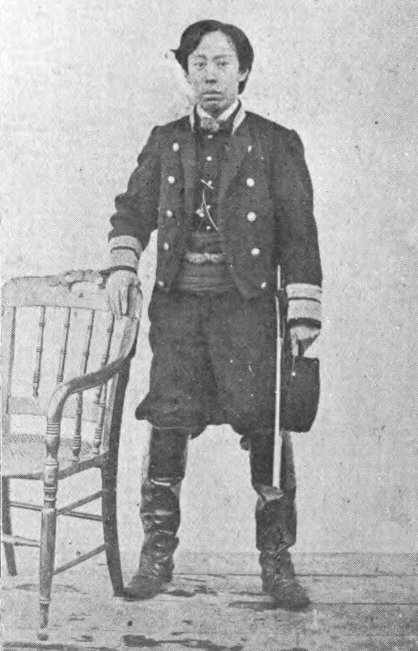
Matsudaira Sadaaki, le dernier Kyoto shoshidai, en uniforme occidental.

Le poste de Kyoto shoshidai (京都所司代, Kyōto shoshidai) est une importante fonction administrative et politique qui exista au Japon du XVIe siècle à 1867. Le rôle et les pouvoirs de cette fonction sont codifiés par le troisième shogun, Tokugawa Iemitsu, qui transforme la création originale en un élément bureaucratique d'un ensemble uniforme et cohérent.

## Représentants durant le shogunat de Kamakura
Ces officiels étaient les représentants personnels des chefs militaires Oda Nobunaga et Toyotomi Hideyoshi puis des shoguns Tokugawa.
La fonction était similaire à celle de rokuhara tandai au XIIIe siècle et XIVe siècle. Le terme tandai désignait toute fonction gouvernementale judiciaire ou militaire importante dans une zone déterminée durant le shogunat de Kamakura. Cet ancien poste devient très important sous les régents Hōjō et fut toujours tenu par un membre de confiance de la famille.

## Représentants durant le shogunat Tokugawa
Les pouvoirs du poste furent plus tard augmentés et son rôle codifié en tant qu'officiel du shogunat Tokugawa. Le shoshidai, généralement choisi parmi les fudai daimyo, était le représentant du shogun dans la région de Kyoto, et était responsable du maintien des bonnes relations entre le shogunat et la cour impériale. Non moins important, il était aussi chargé de contrôler les entrées des daimyos (gouverneurs de provinces) à la cour. Il était nommé pour contrôler les mesures financières et la cour et assurer la sécurité personnelle de l'empereur et celle de la cour impériale. Par exemple, le shoshidai aidait le magistrat ou le (machi-bugyō de Kyoto) dans la prévention des incendies des palais royaux. Dans cette situation, le fait de collaborer avec le shoshidai faisait d'eux les administrateurs de la cour de l'empereur régnant (kinri-zuki bugyō) et ceux de la cour de l'ancien empereur (le sendō-zuki bugyō), toutes deux nommées par le shogunat. Le shoshidai était à la tête d'un réseau d'espions chargés de découvrir et de signaler toute volonté de sédition, d'insurrection ou n'importe quel autre trouble.
En tant que gouverneur-général de Kyoto et des huit provinces environnantes, le shoshidai était également responsable de la collecte des taxes. Les administrateurs municipaux de Nara et de Fushimi, en plus de la gouvernance municipale de Kyoto, le représentant de Kyoto (daikan), et les officiels du palais de Nijō étaient subordonnés au shoshidai. Il portait un uniforme officiel et avait un contrôle total sur les temples et les sanctuaires. Le shoshidai disposait d'une garde personnelle (yoriki) et la police (dōshin) était sous son commandement.
En plus de ses fonctions administratives, le shoshidai pouvait assister aux cérémonies officielles destinées à consolider et renforcer le pouvoir du shogunat. Par exemple, en septembre 1617, une délégation coréenne est accueillie par Tokugawa Hidetada au château de Fushimi, et Katsuhige est convoqué pour deux raisons : premièrement, pour les Coréens, pour souligner l'importance accordée à l'ambassade, et ensuite pour les courtisans kuge en présence, pour être sûr qu'ils soient impressionnés.
Pour être admissible à cette haute fonction, il valait mieux avoir été au préalable gouverneur d'Oska. Les étroits liens avec le shogun étaient entretenus par des voyages à Edo tous les cinq ou six ans pour transmettre son rapport directement au shogun. La promotion traditionnelle pour le gouverneur d'Osaka (judai) était de devenir shoshidai de Kyoto puis membre du conseil des Anciens (rōjū). Le shoshidai avait une rente annuelle de 10 000 koku, en plus de ses revenus de ses propres zones administrées.
En septembre 1862, une fonction concurrente pratiquement égale fut créée, celle de Kyoto Shugoshoku, afin de renforcer l’union entre la cour impériale et le shogunat (kōbu gattai). Cette alliance entre les seigneurs féodaux et les nobles de cour mena à un partage du pouvoir mais ne détruisait nullement le shogunat, à la différence de l'action menée par une faction beaucoup plus radicale, la tōbaku (« Renverser le shogunat »), qui comptait dans ses rangs des hommes comme Okubo Toshimichi. Le poste de shugoshoku avait quasiment les mêmes pouvoirs que celui de shoshidai mais était considéré comme légèrement supérieur. Seuls deux membres du clan Matsudaira ont tenu cette fonction.
Le dernier Kyoto shoshidai, Matsudaira Sadaaki, était originaire du domaine de Kuwana. Officiellement, le poste fut aboli après sa démission en 1867 mais dans les faits, la date exacte est incertaine. Après la promulgation d'un édit impérial sanctionnant la restauration d'un gouvernement impérial (novembre 1867), il y eut un laps de temps avant la dissolution du shoshidai (janvier 1868) et les affaires de la ville de Kyoto furent temporairement entre les mains des clans Sasayama (Aoyama), Zeze (Honda) et Kameyama (Matsudaira).

### Liste desKyoto shoshidaidurant l'époque d'Edo
| Liste des Kyoto shoshidai durant le shogunat Tokugawa                                | Liste des Kyoto shoshidai durant le shogunat Tokugawa | Liste des Kyoto shoshidai durant le shogunat Tokugawa | Liste des Kyoto shoshidai durant le shogunat Tokugawa                              | Liste des Kyoto shoshidai durant le shogunat Tokugawa |
| #                                                                                    | Nom                                                   | Durée du service                                      | Notes                                                                              |                                                       |
| ------------------------------------------------------------------------------------ | ----------------------------------------------------- | ----------------------------------------------------- | ---------------------------------------------------------------------------------- | ----------------------------------------------------- |
| Les shoshidai de l'époque d'Edo étaient très importants pour le maintien de l'ordre. |                                                       |                                                       |                                                                                    |                                                       |
| 1                                                                                    | Okudaira Nobumasa                                     | 1600-1601                                             |                                                                                    |                                                       |
| 2                                                                                    | Itakura Katsushige                                    | 1601-1619                                             |                                                                                    |                                                       |
| 3                                                                                    | Itakura Shigemune                                     | 1619-1654                                             |                                                                                    |                                                       |
| 4                                                                                    | Makino Chikashige                                     | 1654-1668                                             |                                                                                    |                                                       |
| 5                                                                                    | Itakura Shigenori                                     | 1668-1670                                             |                                                                                    |                                                       |
| 6                                                                                    | Nagai Naotsune                                        | 1670-1678                                             |                                                                                    |                                                       |
| 7                                                                                    | Toda Tadamasa                                         | 1678-1681                                             |                                                                                    |                                                       |
| 8                                                                                    | Inaba Masamichi                                       | 1681-1685                                             |                                                                                    |                                                       |
| 9                                                                                    | Tsuchiya Masanao                                      | 1685-1687                                             |                                                                                    |                                                       |
| 10                                                                                   | Naitō Shigeyori                                       | 1687-1690                                             |                                                                                    |                                                       |
| 11                                                                                   | Matsudaira Nobuoki                                    | 1690-1691                                             |                                                                                    |                                                       |
| 12                                                                                   | Ogasawara Nagashige                                   | 1691-1697                                             |                                                                                    |                                                       |
| 13                                                                                   | Matsudaira Nobutsune (Sasayama)                       | 1697-1714                                             |                                                                                    |                                                       |
| 14                                                                                   | Mizuno Tadayuki                                       | 1714-1717                                             |                                                                                    |                                                       |
| 15                                                                                   | Matsudaira Tadachika                                  | 1717-1724                                             |                                                                                    |                                                       |
| 16                                                                                   | Makino Hideshige                                      | 1724-1734                                             |                                                                                    |                                                       |
| 17                                                                                   | Toki Yoritoshi                                        | 1734-1742                                             |                                                                                    |                                                       |
| 18                                                                                   | Makino Sadamichi                                      | 1742-1749                                             |                                                                                    |                                                       |
| 19                                                                                   | Matsudaira Sukekuni                                   | 1749-1752                                             |                                                                                    |                                                       |
| 20                                                                                   | Sakai Tadamochi                                       | 1752-1756                                             |                                                                                    |                                                       |
| 21                                                                                   | Matsudaira Terutaka                                   | 1756-1758                                             |                                                                                    |                                                       |
| 22                                                                                   | Inoue Masatsune                                       | 1758-1760                                             |                                                                                    |                                                       |
| 23                                                                                   | Abe Masasuke                                          | 1760-1764                                             |                                                                                    |                                                       |
| 24                                                                                   | Abe Masachika                                         | 1764-1768                                             |                                                                                    |                                                       |
| 25                                                                                   | Doi Toshisato                                         | 1769-1777                                             |                                                                                    |                                                       |
| 26                                                                                   | Kuze Hiroakira                                        | 1777-1781                                             |                                                                                    |                                                       |
| 27                                                                                   | Makino Sadanaga                                       | 1781-1784                                             |                                                                                    |                                                       |
| 28                                                                                   | Toda Tadatō                                           | 1784-1789                                             |                                                                                    |                                                       |
| 29                                                                                   | Ōta Sukeyoshi (I)                                     | 1789-1792                                             |                                                                                    |                                                       |
| 30                                                                                   | Hotta Masanari                                        | 1792-1798                                             |                                                                                    |                                                       |
| 31                                                                                   | Makino Tadakiyo                                       | 1798-1801                                             |                                                                                    |                                                       |
| 32                                                                                   | Doi Toshiatsu                                         | 1801-1802                                             |                                                                                    |                                                       |
| 33                                                                                   | Aoyama Tadayasu                                       | 1802-1804                                             |                                                                                    |                                                       |
| 34                                                                                   | Inaba Masanobu                                        | 1804-1806                                             |                                                                                    |                                                       |
| 35                                                                                   | Abe Masayoshi                                         | 1806-1808                                             |                                                                                    |                                                       |
| 36                                                                                   | Sakai Tadayuki                                        | 1808-1815                                             |                                                                                    |                                                       |
| 37                                                                                   | Ōkubo Tadazane                                        | 1815-1818                                             |                                                                                    |                                                       |
| 38                                                                                   | Matsudaira Norihiro                                   | 1818-1823                                             |                                                                                    |                                                       |
| 39                                                                                   | Naitō Nobuatsu                                        | 1823-1825                                             |                                                                                    |                                                       |
| 40                                                                                   | Matsudaira Yasutō                                     | 1825-1826                                             |                                                                                    |                                                       |
| 41                                                                                   | Mizuno Tadakuni                                       | 1826-1828                                             |                                                                                    |                                                       |
| 42                                                                                   | Matsudaira Muneakira                                  | 1828-1832                                             |                                                                                    |                                                       |
| 43                                                                                   | Ōta Sukemoto                                          | 1832-1834                                             |                                                                                    |                                                       |
| 44                                                                                   | Matsudaira Nobuyori                                   | 1834-1837                                             |                                                                                    |                                                       |
| 45                                                                                   | Doi Toshitsura                                        | 1837-1838                                             |                                                                                    |                                                       |
| 46                                                                                   | Manabe Akikatsu                                       | 1838-1840                                             |                                                                                    |                                                       |
| 47                                                                                   | Makino Tadamasa                                       | 1840-1843                                             |                                                                                    |                                                       |
| 48                                                                                   | Sakai Tadaaki                                         | 1843-1850                                             |                                                                                    |                                                       |
| 49                                                                                   | Naitō Nobuchika                                       | 1850-1851                                             |                                                                                    |                                                       |
| 50                                                                                   | Wakisaka Yasuori                                      | 1851-1857                                             |                                                                                    |                                                       |
| 51                                                                                   | Honda Tadamoto                                        | 1857-1858                                             |                                                                                    |                                                       |
| 52                                                                                   | Sakai Tadaaki                                         | 1858-1862                                             |                                                                                    |                                                       |
| 53                                                                                   | Matsudaira Munehide                                   | 1862                                                  | Daimyo de Tango-Miyazu qui participe plus tard à des négociations internationales. |                                                       |
| 54                                                                                   | Makino Tadayuki                                       | 1862-1863                                             | Daimyo de Nagaoka.                                                                 |                                                       |
| 55                                                                                   | Inaba Masakuni                                        | 1863-1864                                             |                                                                                    |                                                       |
| 56                                                                                   | Matsudaira Sadaaki                                    | 1864-1867                                             | Dernier shoshidai. Frère de Matsudaira Katamori.                                   |                                                       |